# Землетрус у Непалі (2023)
Землетрус магнітудою 5,6 стався в районі Джаджаркот, провінція Карналі, Непал, о 23:47 за непальським стандартним часом (18.02 UTC) 3 листопада 2023 року, у результаті чого загинуло щонайменше 154 людини та було поранено щонайменше 250. Землетрус відчувся в західному Непалі та на півночі Індії, і є найбільш смертоносним землетрусом у країні з 2015 року.

## Тектонічна обстановка
Непал розташований у Гімалаях, де землетруси пов'язані з континентальним зіткненням між Індостанською та Євразійською плитами. Ці плити сходяться зі швидкістю 40—50 мм на рік. Індостанська плита просувається під континентальну кору Євразійської плити, спричиняючи утворення розломів уздовж зони зіткнення. Землетруси під час цих насувів були руйнівними впродовж історії.
На основі опублікованого у 2014 році дослідження, в середньому сильний землетрус відбувається кожні 750 ± 140 і 870 ± 350 років у східному регіоні Непалу. Дослідження 2015 року виявило 700-річну затримку між землетрусами в регіоні. Дослідження також припускає, що через накопичення тектонічної напруги великі землетруси, як-от події 1934 і 2015 років у Непалі, можуть бути пов'язані з історичною схемою землетрусів. Дослідження пар і циклів історичних сильних (M ≥ 8) землетрусів 2016 року виявило, що пов'язані з ними сильні землетруси, ймовірно, відбуватимуться в регіоні Західного Китаю впродовж 2020-х років.

## Землетрус
Геологічна служба США повідомила, що землетрус мав магнітуду 5,6 і глибину 17,9 км. Тип розлому, який став причиною землетрусу, був визначений як реверсивний розлом уздовж площини, яка тягнеться з північного заходу на південний схід, з кутом падіння на північний схід або південний захід. Афтершок магнітудою 4,0 був зареєстрований через кілька годин. Епіцентр знаходився в Раміданді що в районі Джаджаркот.

## Наслідки
Щонайменше 157 людей загинули внаслідок землетрусу; 105 загинули в окрузі Джаджаркот, тоді як 52 смерті сталися в окрузі Західний Рукум. Серед загиблих була заступниця мера муніципалітету Налгад у Джаджаркоті Саріта Сінгх. Незважаючи на відносно низьку магнітуду землетрусу, високий рівень руйнувань і жертв пояснюється неякісною забудовою у регіоні та тим, що землетрус відбувся вночі, коли люди спали.
П'ятеро членів однієї сім'ї загинули і ще 100 отримали поранення в Атбіскоті. Загалом повідомлялося про щонайменше 27 загиблих у муніципалітеті, ще вісім загинули в муніципалітеті Сані Бгері. Пошкоджено щонайменше 40 відсотків будинків поблизу епіцентру. В епіцентрі землетрусу в Раміданді загинули 44 людини, ще 70 отримали поранення. Кілька будинків були пошкоджені або зруйновані в окрузі Джаджаркот. Серед муніципалітетів, які сильно постраждали, були Бгері, Куше та Чедагад. Також повідомляється про руйнування та постраждалих в районах Дайлех, Сальян і Ролпа. Щонайменше 100 людей отримали поранення в Західному Рукумі, тоді як 500 поранень було зафіксовано в Джаджаркоті. Районна лікарня Джаджаркоту була переповнена пораненими пацієнтами. Землетрус також відчули жителі Катманду.
Підземні поштовхи відчувалися в індійських містах Лакхнау, Патна та Нью-Делі, через що жителі почали панікувати та покидати приміщення. У містах Бахрайч і Джайпур багато будинків і будівель отримали тріщини, в тому числі два готелі.

## Реакція

### Непал
Нараян Прасад Бхаттараї, речник міністерства внутрішніх справ Непалу, заявив, що в район були направлені сили безпеки. Також були задіяні гелікоптери для доставки гуманітарної допомоги та персоналу, а солдати були направлені для розчищення доріг, заблокованих зсувами. У лікарні в Непалганджі для постраждалих від землетрусу було виділено понад 100 ліжок. Співробітник відділу поліції Західного Рукума сказав, що пошуково-рятувальні групи повинні були прибрати уламки зсуву, щоб дістатися до постраждалого району.
Президент Непалу Рам Чандра Паудел висловив сум через загиблих людей та втрати майна під час землетрусу та закликав уряд до проведення ефективної рятувальної роботи та надання допомоги постраждалим районам. Прем'єр-міністр Пушпа Камал Дахал також висловив «свій глибокий сум через людські та фізичні збитки, спричинені землетрусом». 4 листопада він відвідав цей район на гелікоптері у супроводі бригади армійських медиків із 16 осіб. Всього до постраждалих районів було направлено 41 медичного працівника.
Представники уряду також оголосили, що зв'язок із селами у районі Джаджаркот неможливо відновити. Гелікоптери з медичними бригадами та медикаментами були готові вилетіти в постраждалий район за покращення погодних умов. Легковажні літаки також були закликані бути в готовності до участі в екстрених місіях. Пізніше непальській армії вдалося задіяти п'ять вертольотів і літак. Непальські авіалінії також допомагали в медичній евакуації. Важко поранених транспортували по повітрю в Катманду, Сурхет і Непалгундж. Людям із незначними травмами надали допомогу у місцевих медпунктах та районних лікарнях.
Національний уряд схвалив фонд у розмірі 100 мільйонів рупій для підтримки пошуково-рятувальних операцій. Фонд був розділений на 50 мільйонів рупій, виділених районам Західний Рукум і Джаджаркот. Непальська армія, поліція та Збройні поліцейські сили брали участь у цих місіях. Уряд провінції Багматі також пообіцяв виділити 15 мільйонів рупій на підтримку постраждалого населення в районі Джаджаркот. Партія Непальського конгресу також виділила 5 мільйонів рупій фінансової допомоги. Авіакомпанія Buddha Air надала 1 000 000 рупій жертвам землетрусу.

### Індія
Прем'єр-міністр Індії Нарендра Моді сказав, що він засмучений загибеллю людей і руйнуваннями, додавши, що Індія «солідарна з народом Непалу і готова надати всю можливу допомогу».

### КНР
Посол Китаю в Непалі Чен Сонг заявив, що найближчими днями країна надішле до Непалу намети та ковдри з Китайського резерву товарів для надзвичайних ситуацій у країнах Південної Азії та інші матеріали допомоги на суму 100 мільйонів рупій.

### ЮНІСЕФ
ЮНІСЕФ оголосив, що співпрацює з партнерськими організаціями, щоб оцінити шкоду та вплив на дітей і сім'ї.